# Władimir Bobrinski
Władimir Bobrinski (ur. 28 grudnia 1867?/9 stycznia 1868 w guberni tulskiej, zm. 13 listopada 1927 w Paryżu) – rosyjski arystokrata, działacz polityczny i społeczny, poseł do Dumy Państwowej.

## Życiorys

### Młodość i wczesna działalność
Urodził się w hrabiowskiej rodzinie Bobrinskich. Jego ojciec Aleksiej Bobrinski był ministrem i członkiem Rady Państwa. W 1887 podjął studia na wydziale prawa Uniwersytetu Moskiewskiego, brał udział w zamieszkach studenckich w listopadzie tego samego roku. W grudniu tego samego roku wstąpił ochotniczo do pułku huzarów lejbgwardii. W 1889 zdał egzamin oficerski w Michajłowskiej Szkole Artylerii i w 1891 otrzymał stopień korneta rezerwy. Przerwane studia kontynuował w Paryżu i Edynburgu. W 1893 został honorowym sędzią pokoju. W latach 1895–1898 przewodniczył samorządowy ujezdu bogorodickiego. W październiku 1905 współtworzył umiarkowanie prawicową organizację Za caria i poriadok, która następnie połączyła się ze Związkiem Narodu Rosyjskiego.

### Deputowany do Dumy
Władimir Bobrinski był deputowanym II, III i IV Dumy Państwowej z guberni tulskiej. W II Dumie należał do frakcji oktiabrystów, domagał się osądzenia sprawców aktów terroru okresu rewolucji 1905 i ich sądzenia przez sądy wojskowe. Poparł rozwiązanie Dumy 3 czerwca 1907 i zmianę ordynacji wyborczej. W III i IV Dumie zaliczał się do frakcji umiarkowanej prawicy i nacjonalistów. Neoslawista; opowiadał się za zjednoczeniem narodów słowiańskich pod kierownictwem Rosji, aktywniejszą polityką zagraniczną państwa. Poparł utworzenie guberni chełmskiej. W 1908 był delegatem na Zjazd Słowiański w Pradze. W czasie jego trwania zetknął się z galicyjskimi moskalofilami. Odbył następnie podróż do Galicji, z której wrócił przekonany o powszechności sympatii prorosyjskich i prawosławnych wśród jej ukraińskich mieszkańców. Wstąpił do Galicyjsko-Russkiego Towarzystwa Dobroczynnego, zajmującego się wspieraniem moskalofilstwa i po krótkim czasie został w 1908 jego przewodniczącym. Pod jego kierownictwem funkcjonujące od sześciu lat stowarzyszenie zwiększyło swoją aktywność i wpływ na rosyjską administrację rządową. Bobrinski opublikował w 1912 w "The Times" obszerny artykuł, w którym opisywał sytuację wyznaniową w Galicji, oskarżając władze austriackie o prześladowania prawosławnych. Zapoczątkował tym samym prowadzoną na łamach pisma polemikę. W roku następnym kierowane przezeń towarzystwo, na posiedzeniu z udziałem całego Świątobliwego Synodu Rządzącego Rosyjskiego Kościoła Prawosławnego oraz przewodniczącego Dumy Państwowej Michaiła Rodzianki, wydało uchwałę domagającą się od rządu bezpośredniej interwencji na rzecz prawosławnych w Galicji. Dzięki staraniom Bobrinskiego rosyjskie Ministerstwo Finansów wyasygnowało 12 tys. rubli na kształcenie przyszłych prawosławnych misjonarzy w Galicji, a następnie, w 1913, dalsze 90 tys. na ogólne cele propagandy prawosławia w tym regionie. W 1912 Bobrinski uzyskał fundusze na kampanię propagandową prowadzoną w czasie procesu moskalofilskich działaczy Semena Bendasiuk i Wasyla Kołdry oraz duchownych prawosławnych Maksyma Sandowicza i Ignacego Hudymy. Po uniewinnieniu ich od zarzutu szpiegostwa przyjmował pierwszych dwóch w swoich włościach w Bogorodicku.
Wspierał rząd Piotra Stołypina.

### Działalność w okresie I wojny światowej
Po wybuchu I wojny światowej, 11 sierpnia 1914 zainicjował powstanie Karpacko-Russkiego Komitetu Wyzwoleńczego, złożonego z działaczy moskalofilskich i propagującego zjednoczenie Galicji z Rosją. Zgłosił się równocześnie na ochotnika do pułku huzarów i pracował w sztabie 8 Armii dowodzonego przez gen. Aleksieja Brusiłowa w charakterze specjalisty ds. galicyjskich. Po zdobyciu Brzeżan, Lwowa, Tarnopola, Złoczowa, Monasterzysk, Przemyślan i Halicza uwalniał z więzień osoby zatrzymane przez żandarmerię austriacką pod zarzutem sympatii prorosyjskich. Następnie stanął na czele Głównego Krajowego Komitetu Dobroczynnego i zajmował się udzielaniem pomocy ludności cywilnej, która ucierpiała wskutek toczonych walk. Popierał kampanię na rzecz krzewienia w okupowanej Galicji prawosławia, prowadzoną przez arcybiskupa Eulogiusza (Gieorgijewskiego), wbrew bardziej umiarkowanym poglądom generał-gubernatora Gieorgija Bobrinskiego (swojego brata stryjecznego)
W 1918 stanął na czele nacjonalistycznej organizacji rosyjskiej "Nasza Rodina" działającej w Kijowie. Następnie wyemigrował z Rosji, zmarł w Paryżu.